# Todos os Santos (Rio de Janeiro)
Todos os Santos é um bairro pequeno da Zona Norte do município do Rio de Janeiro. É cortado pela Estrada de Ferro Central do Brasil, porém a estação mais próxima é a do Méier.
Pertence à área do Grande Méier. Fica entre os bairros do Méier, Cachambi e Engenho de Dentro, sendo pouco conhecido pela população do Rio de Janeiro.

## História do bairro

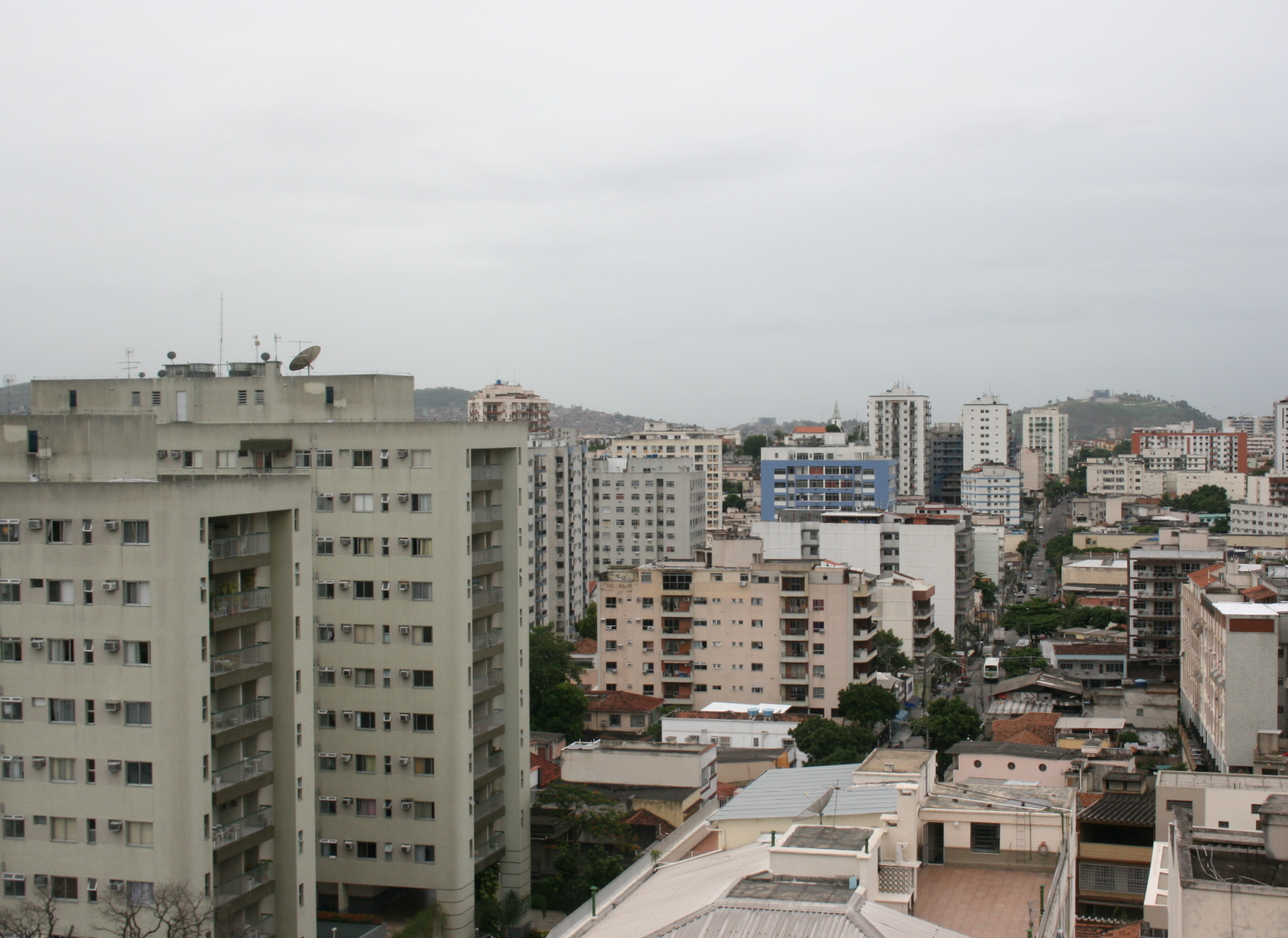
Vista do bairro de Todos os Santos.

A estação ferroviária de Todos os Santos, localizada no km 10,189, inaugurada em 1868, foi extinta no final da década de 1960. Dona Conceição Gomes, proprietária de uma chácara na área, doou terrenos, em 1872, para a construção da capela de Nossa Senhora das Dores. Gabriel Getúlio de Mendonça, proprietário local, abriu as ruas Todos os Santos (atual José Bonifácio), Leopoldina (Castro Alves), Almeida (Padre Ildefonso Penalva), a rua Getúlio, etc.

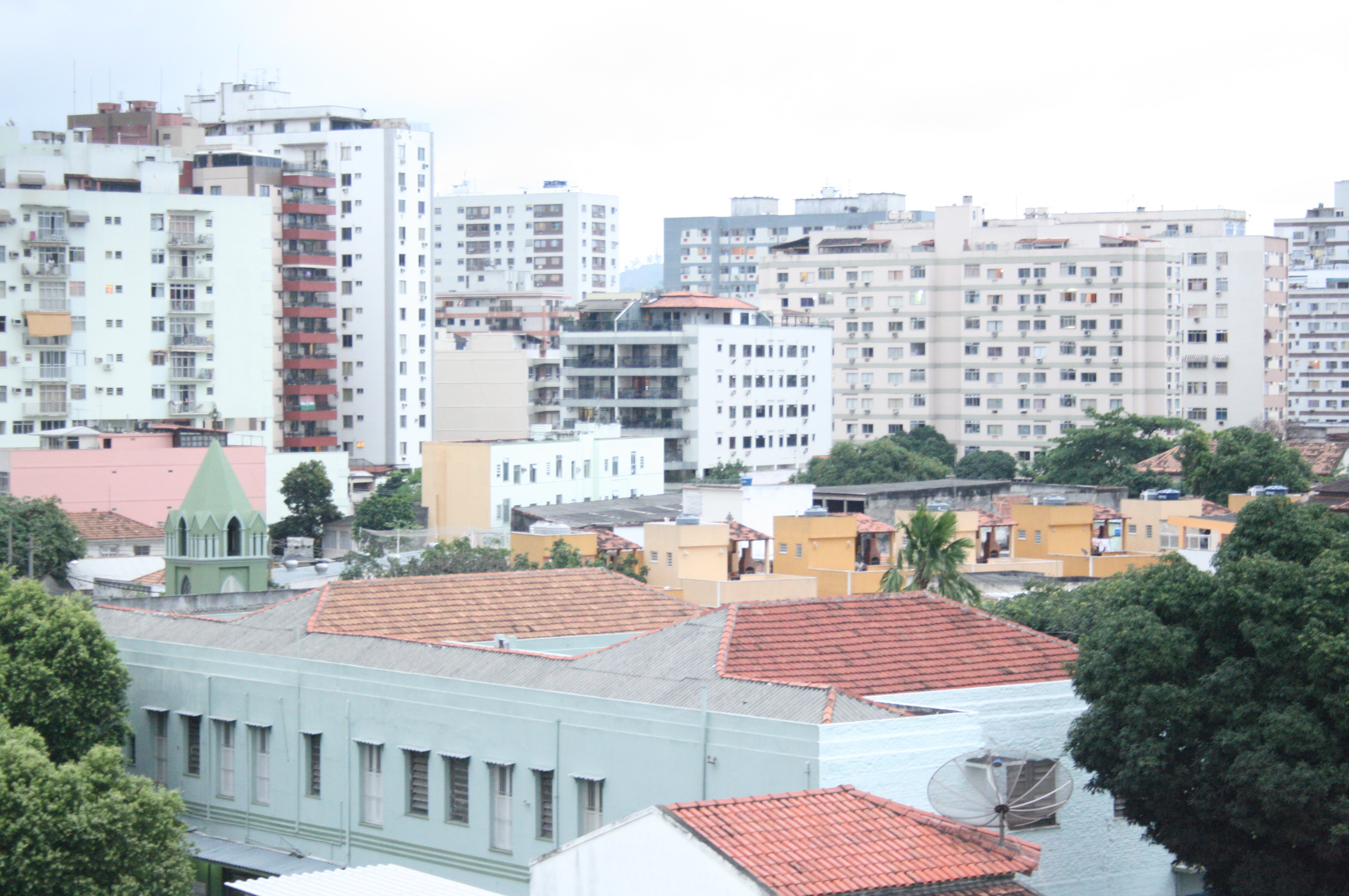
Todos os Santos a esquerda. Na direita, o bairro do Cachambi.

O bairro caracteriza-se por ser residencial. O comércio é voltado basicamente para a população local, porém a proximidade com a Linha Amarela, o Norte Shopping (Rio de Janeiro), o Wal Mart, o Sam's Club e o Leroy Merlin situados em seu lado oposto na Avenida Dom Helder Câmara, no Cachambi, fez do bairro um local atrativo para empreendimentos imobiliários a partir dos anos 90. A continuidade do crescimento do bairro durante essa década, deve-se também as expansões realizadas no Norte Shopping, assim como a alta dos preços dos imóveis no Méier, o bairro mais valorizado da região, além da ausência de comunidades em seu território.
Além disso, o bairro conta com a proximidade com o Estádio do Engenhão, localizado no bairro do Engenho de Dentro. Apesar de Todos os Santos não ter centros comerciais ou de lazer, por delimitações meramente geográficas, com outros bairros, todos esses percursos não precisam ser realizados através de meio de transporte pelo morador do bairro. Também não pode ser esquecido o comércio forte da região da Dias da Cruz, no Méier.
O bairro tem perdido a sua identidade de subúrbio calmo e tradicional, sobretudo com a verticalização da construção de condomínios voltados para a classe média-alta e média, e com o trânsito, sobretudo nas ruas Getúlio, José Bonifácio e Piauí em horários de pico, sendo esse problema anteriormente, reservado apenas as ruas Arquias Cordeiro e Amaro Cavalcanti, que são as principais vias de acesso ao bairro.
Conta com uma considerável quantidade de residências para a classe média alta e média, sendo as mais recentes, situadas em condomínios; além de construções mais antigas, localizadas tanto em vilas quanto em casas tradicionais. Porém a maioria de unidades domiciliares são de apartamentos. Até 2000, Todos os Santos contava com 2,315 casas e 5,015 apartamentos.

## Educação
O bairro também conta com instituições de ensino como o Polo da Universidade Paulista (UNIP), na José Bonifácio, o Educandário Madre Guell, na Getúlio, o Jardim Escola Menino Jesus, na Santos Titara e o Centro Educacional Metamorfose na esquina da rua Getúlio. Outros colégios e centros universitários podem ser encontrados próximos ao bairro, como a Estácio de Sá, Martins, Metropolitano, Intellectus, GPI, Keppler, Bahiense, Miguel Couto, no Méier, assim como um outro campus da Estácio e o CEL, no Norte Shopping. Há também no bairro e em seus arredores, cursos de idiomas como Cultura Inglesa, Fisk, Ibeu, Brasas, Wizard, Aliança Francesa, CNA, Kumon, entre outros. E inúmeras escolas públicas tradicionais como a Escola Municipal República do Peru, Visconde de Cairú, etc.

## Segurança
O bairro conta com a 26º Delegacia de Polícia, e nas proximidades, com o 2º Agrupamento Militar de Bombeiros e o 3º Batalhão de Polícia Militar, sendo ambos grandes chamarizes para o aumento do número de moradores do bairro.

## Transporte

#### O viaduto de Todos os Santos
Menor em tamanho se comparado ao viaduto do Méier, o viaduto de Todos os Santos liga o bairro ao Engenho de Dentro e Méier. Foi construido em 1922. Infelizmente, seu acesso é dificultado pelo sentido da rua em que se encontra, tornando-o uma via de mão única para entrada em Todos os Santos.
O bairro é bem servido de transportes públicos.
Destino Centro (254, 277, 261, 298);
Destino Tijuca (622, 623, 627, 638, 639);
Destino Zona Sul (456, 457, 459, 476, 474);
Destino a região de Madureira, Cascadura, Marechal Hermes (254, 277, 638, 678, 650, 652, 651);
Destino Zona Oeste (684-689);
Destino região da Leopoldina (679, 622, 623);
Destino região da Pavuna (687, 688, 669);
Baixada Fluminese (Caxias, Nova iguaçu, São João de Meriti, Belford Roxo), e para São Gonçalo (até o bairro de Alcantara).
Contando com os arredores, há no bairro do Méier, a Supervia (para o Centro, Deodoro, Campo Grande, Bangu, Santa Cruz, Nova Iguaçú), e linhas de ônibus 247, 249, 260 (Centro), 455 (Zona Sul), 607 (Tijuca-Rio Comprido).
Há também a integração pelo Metrô-Ônibus, (na estação São Francisco Xavier), e o 661/662 (na estação de Maria da Graça).
Cinemas
Não há salas de cinema de rua em Todos os Santos, sendo a melhor opção os cinemas do Imperator (Centro Cultural João Nogueira), no Méier, e os cinemas Kinoplex do Norte Shopping. Existiram alguns cinemas no bairro, como por exemplo, o "Cine Getúlio", na rua de mesmo nome, fechado entre 1984/1985. Além desse, existiam mais duas salas na Arquias Cordeiro, o "Cine Todos os Santos" e "Roulin", um do lado do outro, no quarteirão da José Bonifácio e Getúlio. Essas salas terminaram tem muito tempo, no final da década de 60. Os prédios dos três cinemas ainda existem.

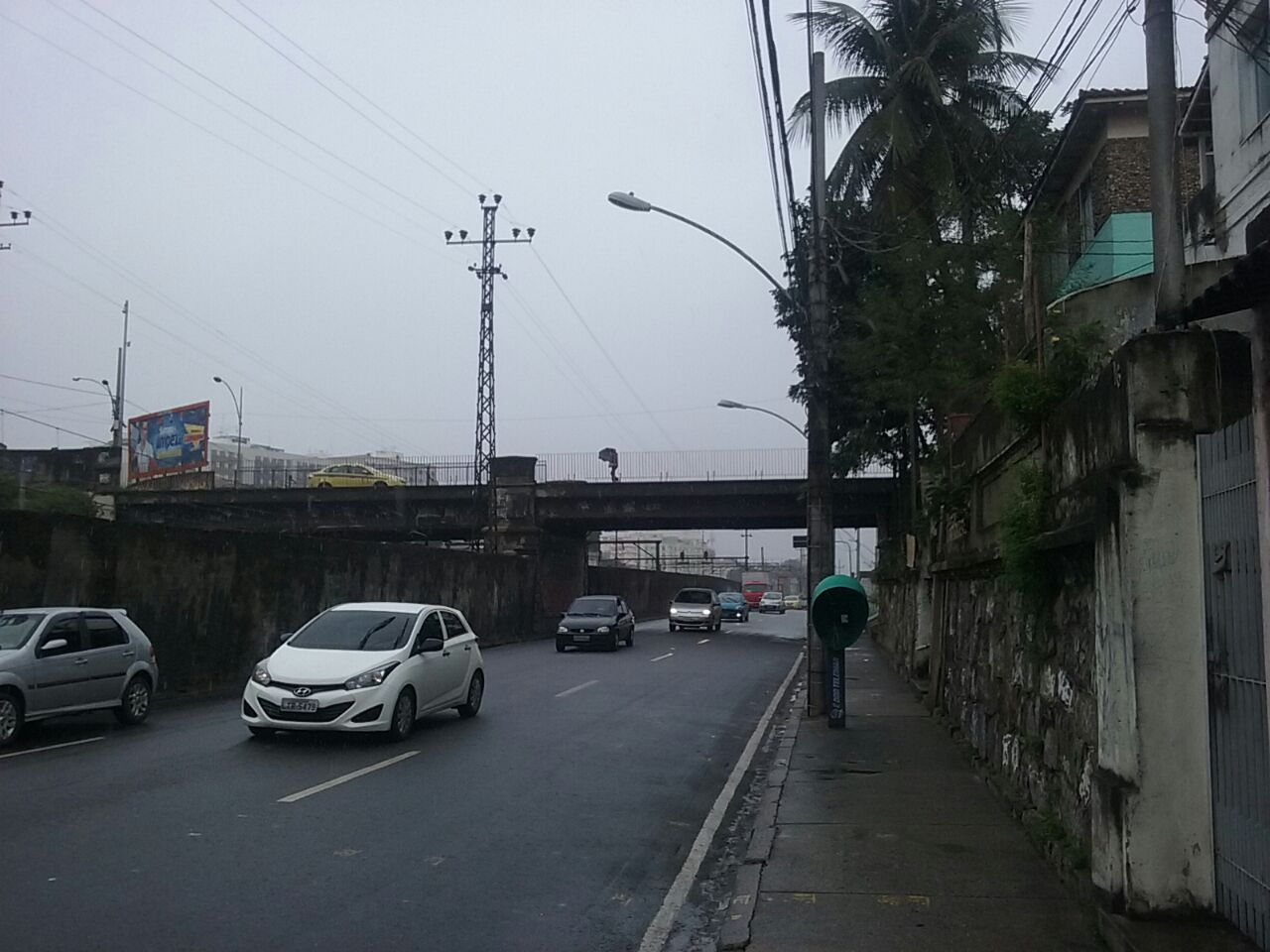
O viaduto de Todos os Santos ligando o bairro, pelo caminho a esquerda, ao Méier e ao Engenho de Dentro

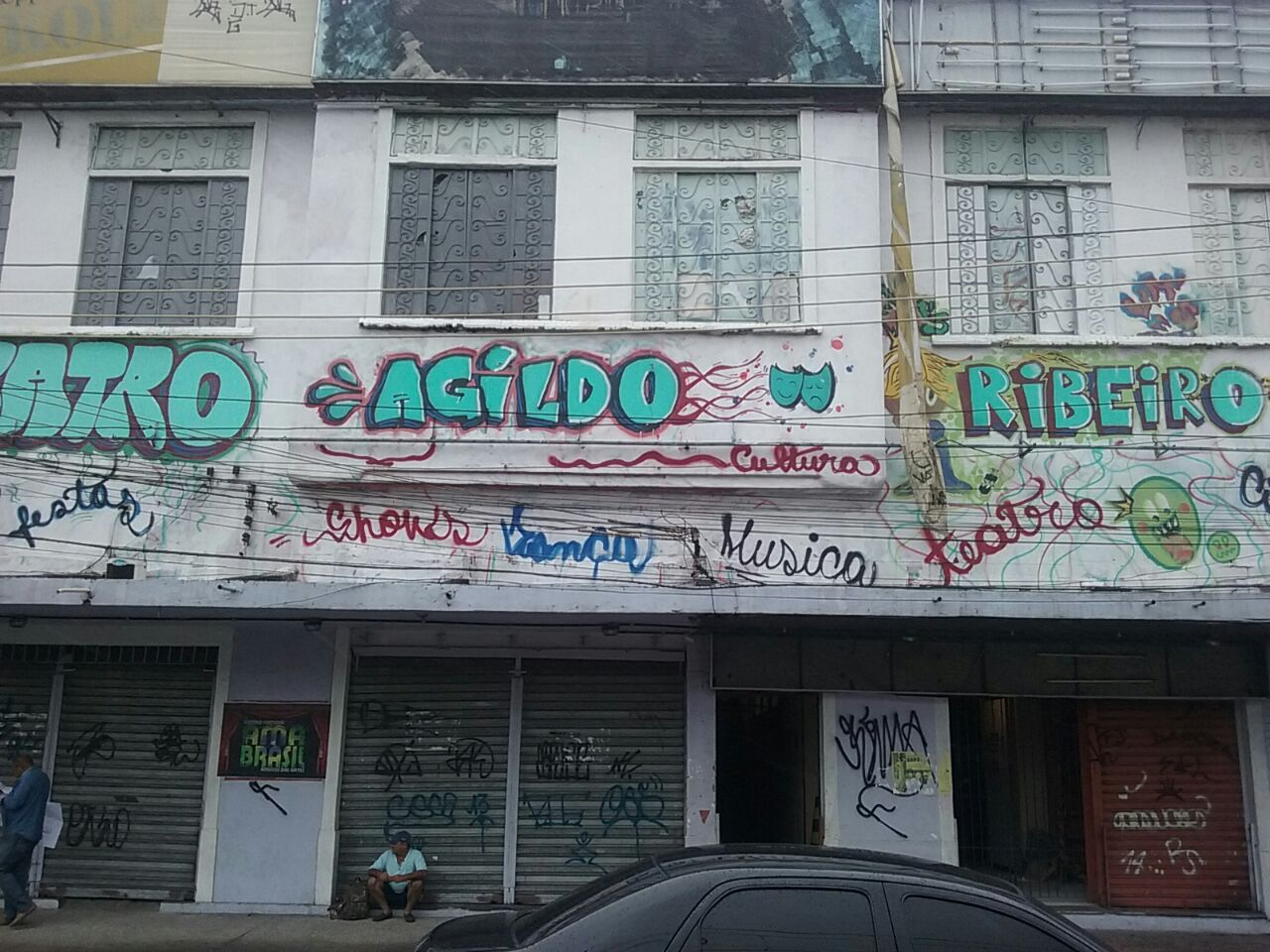
Fachada do Teatro Agildo Ribeiro, na rua Arquias Cordeiro

#### Teatro
Nas proximidades do bairro, ao lado do Jardim do Méier, existe o Teatro Agildo Ribeiro, que além de realizar apresentações todas as semanas, oferece aulas de dança e teatro.
Restaurantes
Existem diversos pontos de culinária em Todos os Santos, desde botecos e pizzarias até restaurantes especializados em comida estrangeira. Os focos de restaurantes está na rua Castro Alves.

## Problemas e projetos
Por ser cortado pela linha férrea, um problema sério é a pouca disponibilidade de acessos de um lado para o outro lado do bairro. As opções são duas: ou pelo Viaduto Manuel José de Paiva, no início de Todos os Santos, ou pelo Viaduto, ou pela ponte do Méier, já no bairro vizinho. Nos anos 60, houve a desativação da estação do bairro, mas até os anos 80, existia uma passagem subterrânea, que fornecia esse acesso e não houve uma outra opção de passagem entre as outras já existentes. Existe um projeto de integrar os lados do Méier e Todos os Santos, deslocando a linha férrea para o subterrâneo.

## Desenvolvimento
A desativação da linha férrea trouxe problemas de ligação entre os dois lados do bairro, mas não de empobrecimento da região, diferente do que ocorreu com outros que perderam suas estações como por exemplo, Engenheiro Leal. Todos os Santos encontra-se:
Na posição de 19 em 126 bairros que compõem o Rio de Janeiro, no Índice de Desenvolvimento Humano (0,922), e no Índice de Desenvolvimento Social a posição de 24 (0,701).
Também possui o menor número de residências não cadastradas pelo IPTU entre os bairros do município, sendo apenas 2,17% de suas residências na informalidade.
No eixo Méier-Todos os Santos-Cachambi encontra-se na posição 5 na menor taxa de pobreza do Estado do Rio de Janeiro, perdendo apenas para os eixos Barra da Tjjuca, Copacabana - Leme, Humaitá - Laranjeiras, Gávea - Jardim Botânico - Leblon - Ipanema.

## Personalidades
Foi neste bairro que viveu o escritor Lima Barreto, na Rua Major Mascarenhas, 32 e o famoso casal comunista Luís Carlos Prestes e Olga Benário, escondido do governo, em uma casa na Rua Honório, 279.,[carece de fontes?] o escritor Orestes Barbosa,  e o ícone da bossa nova, Newton Mendonça, na Rua José Bonifácio, 44.

### Obras Literárias que citam o bairro
Muitas crônicas e romances de Lima Barreto citam o bairro. Por exemplo, o romance Clara dos Anjos, no qual os personagens moram no bairro, e a crônica «Os Enterros de Inhaúma». www.portalsaofrancisco.com.br, em que ele registra de maneira cômica a rua José Bonifácio, que na época era passagem para os cortejos fúnebres que iam para o cemitério de Inhaúma e que sofriam com o calçamento da rua.

## Limites geográficos
Delimitação do bairro Todos os Santos, código 064, segundo o decreto nº 5.280 de 23 de agosto de 1985.
"Do entroncamento da Rua Curupaiti com a Rua Magalhães Couto, seguindo por esta (excluída) até a Rua Santos Titara; por esta (incluída) até a Rua Paulo Silva Araújo; por esta (incluída) até a Rua Almirante Calheiros da Graça; por esta (incluída); Rua Silva Rabelo (incluída, incluindo a Rua Juruviara) até a Rua Medina; por esta (excluída, excluindo a Travessa Borges) e por seu prolongamento, atravessando a Avenida Amaro Cavalcanti, até o Ramal Principal da RFFSA; pelo leito deste, até a Rua Getúlio; por esta (incluída); Rua Cirne Maia (excluída) até o entroncamento da Rua Honório com a Rua José Bonifácio; por esta (incluída) até a Avenida Suburbana; por esta (incluído apenas o lado ímpar) até a Rua Piauí; por esta (incluída) até o Ramal Principal da RFFSA; pelo leito deste até a Rua Curupaiti; por esta (excluída) ao ponto de partida."
- Commons